# Bad trip
Bad trip (ang. zła podróż) – określenie na przerażające lub trudne doświadczenia po zażyciu substancji psychoaktywnej, głównie psychodelików. Przejawia się jako halucynacje, urojenia oraz napady lękowe różnego stopnia. Według Timothy Leary’ego zwykle dotyka użytkowników substancji odurzającej, którzy nie mają wiele doświadczeń z nią związanych oraz jest spowodowane przez nieodpowiednie set and setting lub przez ogólne napięcie emocjonalne.